# Henrik R. S. Olsson
Henrik RS Olsson, svensk debattör och skribent. Civilekonom. Född 1976 i Göteborg, men sedan 1990-talet verksam i Stockholm. Olsson inledde sin politiska karriär i Fria moderata studentförbundet under 1990-talet, där han bland annat varit viceordförande. Under åren 2000-2011 var han verksam vid Skattebetalarnas Förening, som utredare och som redaktör för den årliga skriften "Fakta för skattebetalare". Mellan 2012 och 2013 var han verksam som projektansvarig vid den liberala tankesmedjan Timbro. Olsson har gjort sig känd som en vass kritiker till det omfördelande skattesystemet och till skattemedlens användning. Hösten 2012 var han aktuell med boken "Alliansens myndighetspolitik - ny regering men samma byråkrati".
Henrik RS Olsson är son till operasångaren och skådespelaren Rune Olson.